# Amt Itter
Das Amt Itter war ein Amt der Landgrafschaft und später des Großherzogtums Hessen und umfasste den Darmstädter Teil der einstigen Herrschaft Itter.

## Geschichte
Die Herrschaft Itter wurde nach langen Erbstreitigkeiten zwischen den Landgrafschaften Hessen-Kassel und Hessen-Darmstadt 1648 mit dem Westfälischen Frieden zunächst zu einem Kondominat zwischen beiden Landgrafschaften. Mit einem Tauschvertrag vom 20. Februar 1650 kam sie dann insgesamt zur Landgrafschaft Hessen-Darmstadt, die 1806 zum Großherzogtum Hessen wurde. Hier lag das Amt in der Provinz Oberhessen.
1821 kam es zu einer Justiz- und Verwaltungsreform, mit der auch die Trennung der Rechtsprechung von der Verwaltung auf unterer Ebene umgesetzt wurde. Die Ämter wurden aufgelöst, ihre Aufgaben hinsichtlich der Verwaltung neu gebildeten Landratsbezirken, die erstinstanzliche Rechtsprechung Landgerichten übertragen. Aus dem Amt Itter wurde der Landratsbezirk Vöhl, der die Verwaltungsaufgaben des ehemaligen Amts übernahm. Die Rechtsprechung wurde dem neu eingerichteten Landgericht Vöhl übertragen.

## Bestandteile
Am Ende des Alten Reiches gehörten folgende Orte zum Amt Itter:
- Altenlotheim
- Asel,
- Basdorf,
- Buchenberg,
- Deisfeld,
- Dorfitter,
- Eimelrod,
- Harbshausen,
- Hemmighausen,
- Herzhausen,
- Heringhausen[Anm. 1],
- Kirchlotheim,
- Marienhagen,
- Niederorke,
- Obernburg,
- Ober-Werbe,
- Schmittlotheim,
- Thalitter und
- Vöhl.

Das Gebiet des Amtes lag auf den Gemarkungen der heutigen Gemeinden Diemelsee, Frankenau, Vöhl, Waldeck und Willingen.

## Recht
Im Amt Itter galt das Gemeine Recht. Es behielt seine Geltung dort auch im gesamten 19. Jahrhundert und wurde erst zum 1. Januar 1900 von dem einheitlich im ganzen Deutschen Reich geltenden Bürgerlichen Gesetzbuch abgelöst.